# Reckange
Reckange är en ort i Luxemburg.   Den ligger i distriktet Luxemburg, i den centrala delen av landet, 16 kilometer norr om huvudstaden Luxemburg. Reckange ligger 223 meter över havet och antalet invånare är 611.